# 8837 London
A 8837 London (ideiglenes jelöléssel 1989 TF4) a Naprendszer kisbolygóövében található aszteroida. Eric Walter Elst fedezte fel 1989. október 7-én.